# El-Mehdi Malki
El-Mehdi Al-Malki –en árabe, المهدي المالكي– (Salé, 1 de enero de 1988) es un deportista marroquí que compitió en judo. Ganó siete medallas en el Campeonato Africano de Judo entre los años 2010 y 2015.

## Palmarés internacional
| Campeonato Africano | Campeonato Africano     | Campeonato Africano | Campeonato Africano |
| Año                 | Lugar                   | Medalla             | Categoría           |
| ------------------- | ----------------------- | ------------------- | ------------------- |
| 2010                | Yaundé (Camerún)        | Medalla de bronce   | +100 kg             |
| 2011                | Dakar (Senegal)         | Medalla de bronce   | +100 kg             |
| 2012                | Agadir (Marruecos)      | Medalla de oro      | +100 kg             |
| 2013                | Maputo (Mozambique)     | Medalla de bronce   | +100 kg             |
| 2014                | Puerto Louis (Mauricio) | Medalla de bronce   | +100 kg             |
| 2014                | Puerto Louis (Mauricio) | Medalla de bronce   | Abierta             |
| 2015                | Libreville (Gabón)      | Medalla de bronce   | +100 kg             |